# Werner Spann
Werner Spann ist ein ehemaliger deutscher Basketballnationalspieler.

## Laufbahn
Der 1,98 Meter große Spann spielte für den TuS Aschaffenburg in der Basketball-Bundesliga, im Jahr 1979 trug er in zwölf Länderspielen das Hemd der bundesdeutschen A-Nationalmannschaft.
1979 wechselte er innerhalb der Bundesliga von Aschaffenburg zum Hamburger TB. Bei den Hamburgern war er in der Saison 1979/80 Mannschaftskapitän.